# Fachgruppe Elektroversorgung

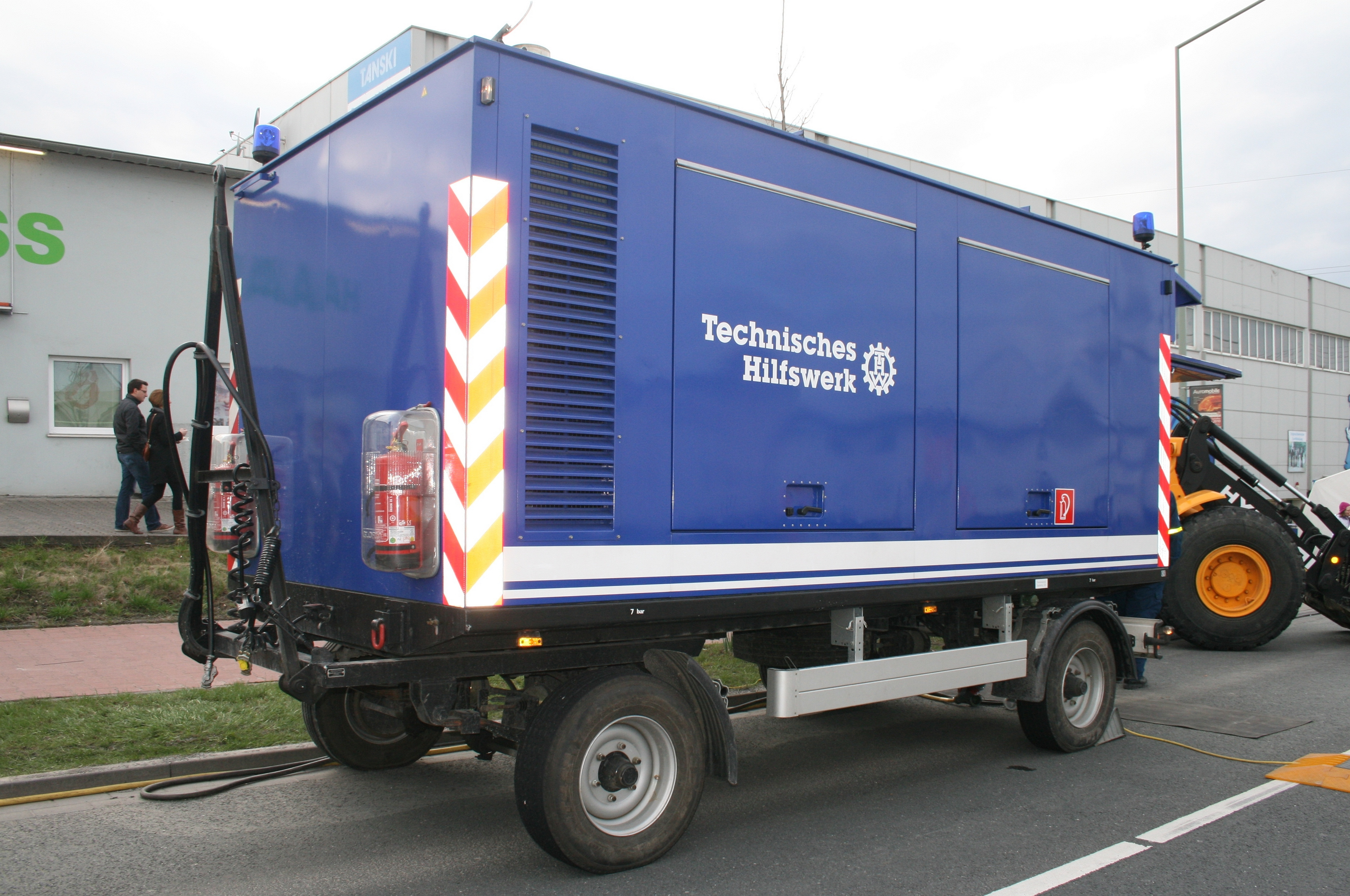
Netzersatzanlage (NEA) des Ortsverbandes Paderborn

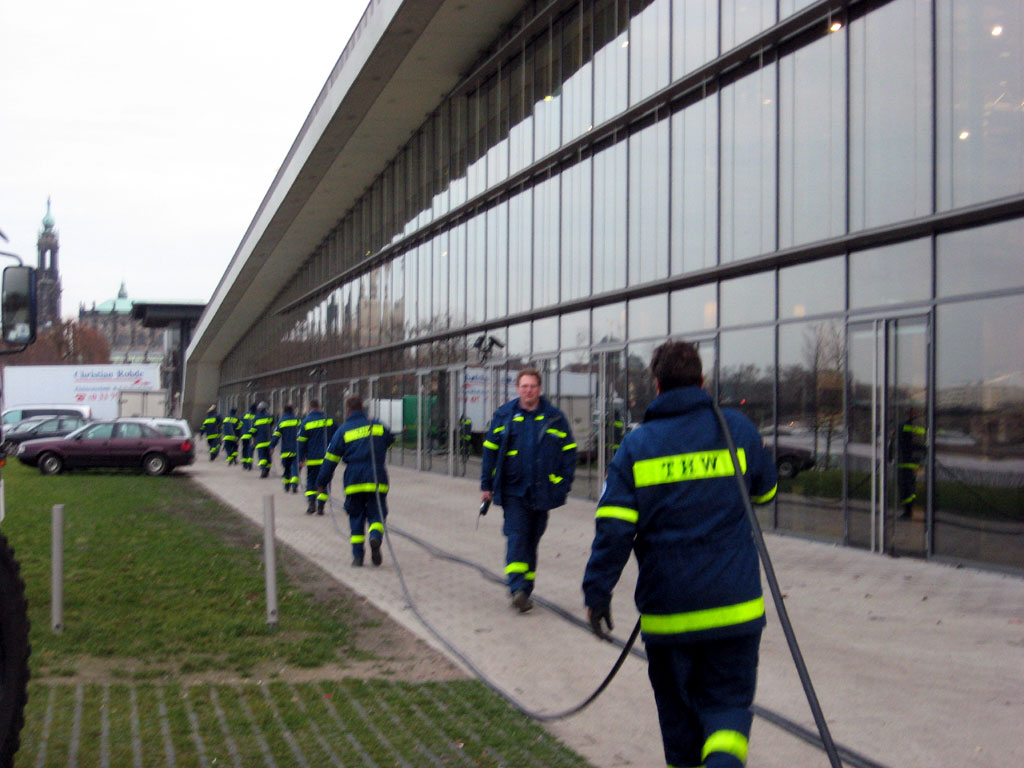
Helfer der Fachgruppe Elektroversorgung verlegen Kabel

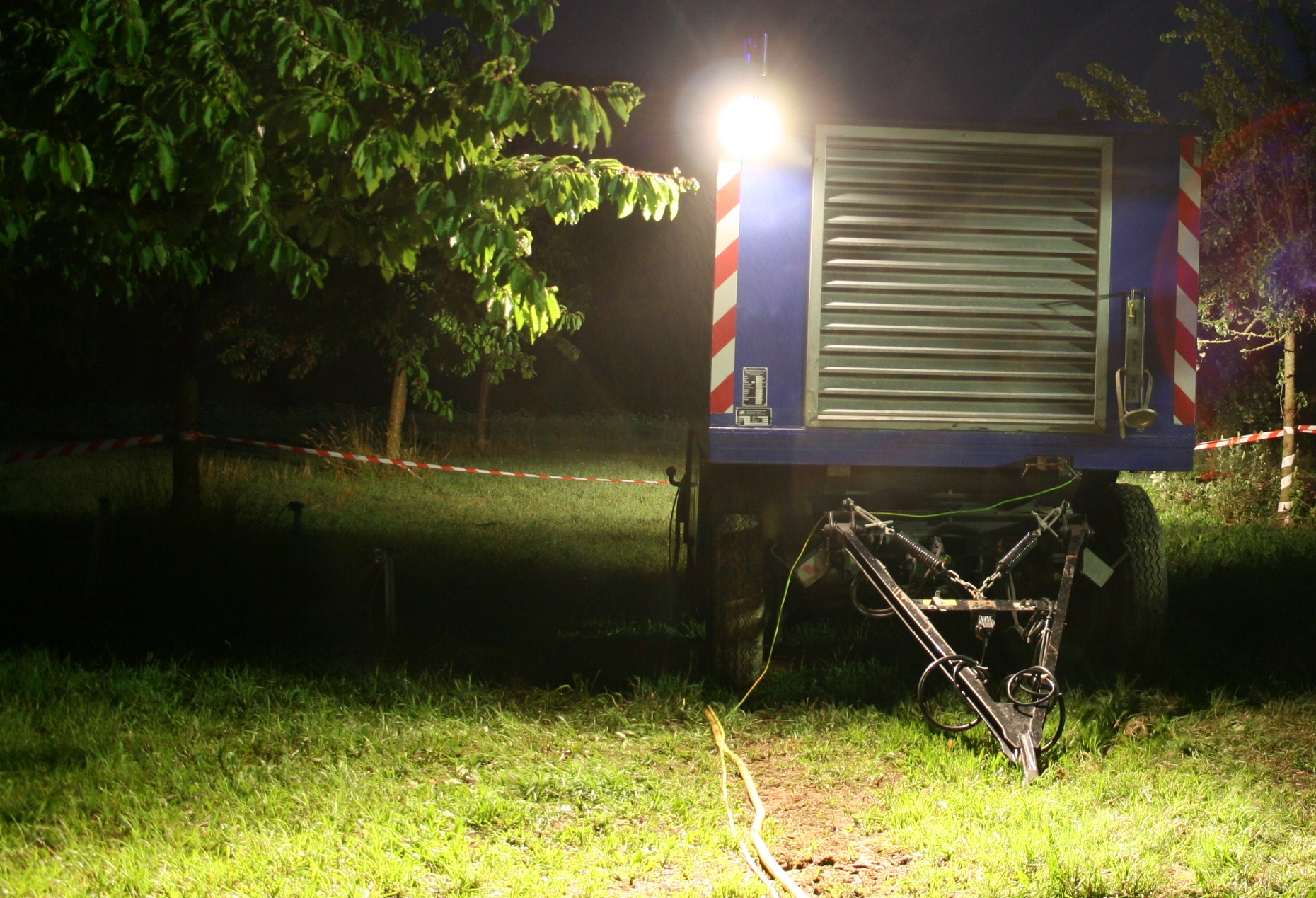
NEA im Betrieb

Die Fachgruppe Elektroversorgung (FGr E) als Fachgruppe des THW betreibt temporäre Stromversorgung mittels Netzersatzanlagen für Schaden- bzw.  Einsatzstellen, Notunterkünfte, kommunalen Energieversorgungsanlagen, Einrichtungen und Betriebe öffentlichen Interesses sowie für andere Bedarfsträger. Sie führt zur Behebung von Gefahren und Notständen  unaufschiebbare Reparaturarbeiten an elektrischen Versorgungsanlagen durch.
Im THW-Auslandseinsatz übernimmt sie Aufgaben aus ihrem gesamten Leistungsspektrum. Die Fachgruppen Elektroversorgung wurden als Nachfolge für einen Teil der früheren Instandsetzungszüge geschaffen.

## Aufgaben
- erkundet Schadengebiete, stellt Schäden fest und informiert oder berät Einheitsführer/Einsatzleiter
- sichert Gefahrenstellen ab
- sichert Schadenstellen an Elektroversorgungsanlagen
- führt Sicherungsmaßnahmen an Elektroversorgungsnetzen zur Verhinderung von Unfällen durch elektrischen Strom durch
- betreibt zeitlich begrenzt Ersatzstromversorgung für die Bevölkerung, für lebenswichtige Anlagen und Betriebe sowie Einrichtungen öffentlichen Interesses mittels mobiler Netzersatzanlagen
- speist in Netzabschnitte ein
- versorgt die Einheiten und Einrichtungen des THW und andere Bedarfsträger mit Strom aus Netzersatzanlagen
- repariert, baut und ergänzt (im Rahmen ihrer Möglichkeiten) Elektroversorgungsanlagen im Niederspannungsbereich zur Aufrechterhaltung lebenswichtiger Einrichtungen
- unterstützt die Energieversorgungsunternehmen
- unterstützt die Fachgruppe Logistik bei der Prüfung von ortsveränderlichen E-Geräten
- Sie führt alle Aufgaben im öffentlichen Netz unter Aufsicht und in Zusammenarbeit mit den Energieversorgungsunternehmen durch.
- Im Auslandseinsatz können alle vorgenannten Aufgaben übernommen werden.

## Fahrzeuge/Ausstattung
Lastkraftwagen 7 t mit Ladebordwand
LKW 7 t Nutzlast, geländegängig (gl), Plane / Spriegel, hydr. Ladebordwand 1,5 t, 1+2 Plätze
Der Lastkraftwagen dient zur Beförderung der Einsatzmannschaft (1+2) und als Geräteträger der Ausstattung.
Netzersatzanlage 200 kVA (Anh NEA 200 kVA)
Stromerzeuger 200 kVA, 230 V/400 V, 50 Hz, auf 2-Achs-Anhänger
Der Anhänger NEA 200 kVA dient zur temporären Stromerzeugung, mit der Eignung zur parallelen Netzeinspeisung.
Geräteausstattung
Die Geräteausstattung der FGr E beinhaltet umfangreiches Leitungs- und Verteilermaterial für den Einsatz der NEA, ferner Spezialwerkzeug, Prüf- und Messgeräten für Arbeiten an Niederspannungsnetzen oder -anlagen und verschiedene Hilfs- und Sicherungsgeräte. Den Großteil von manuellem Werkzeug mit Personal für Unterstützungsarbeiten stellen die Bergungsgruppen bereit.

## Personal/Stärke
Kurzform:
0/2/7/9
Funktions- und Helferübersicht:
- 1 Gruppenführer
- 1 Truppführer
- 7 Fachhelfer

In der Fachgruppe Elektroversorgung werden durch die 7 Fachhelfer folgende Zusatzfunktionen besetzt (Doppel-Zusatzfunktionen notwendig, z. B.: Kraftfahrer und Sprechfunker):
- 3 Maschinisten Netzersatzanlage
- 2 Kraftfahrer CE / Sprechfunker
- 1 Sanitätshelfer

Bundesweit sind 89 Fachgruppen Elektroversorgung aufgestellt.